# 卡斯蒂列哈尔
卡斯蒂列哈尔，是西班牙安达卢西亚自治区格拉纳达省的一个市镇。总面积131平方公里，总人口1611人（2001年），人口密度12人/平方公里。